# Neuronas en huso

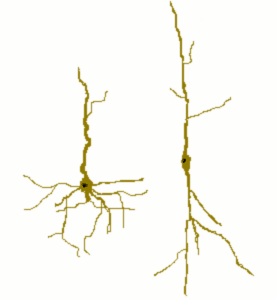
Dibujo de una neurona en huso (Derecha) comparada a una neurona piramidal normal (izquierda

Las neuronas en huso, también llamadas neuronas de von Economo (VEN por sus siglas en inglés), son un tipo específico de neuronas caracterizadas por su soma fusiforme que se estrecha gradualmente en un axón apical en una dirección y una sola dendrita en el polo opuesto. Mientras que otros tipos de neuronas tienden a tener muchas dendritas, la morfología polar de las neuronas en huso es única. 
Son encontradas en dos zonas muy restringidas del cerebro de los homínidos —la familia compuesta por los humanos y grandes simios— la circunvolución del cíngulo anterior (CCA) y la ínsula. Recientemente se ha descubierto también en la corteza dorsolateral prefrontal en humanos. Las neuronas en huso también se encuentran en el cerebro de las ballenas jorobadas, rorcuales, orcas, cachalotes, delfines mulares, delfines de Risso, belugas y en elefantes asiáticos y africanos. El nombre de von Economo viene de su descubridor, Constantin von Economo (1876-1931), que las describió en 1929.

## Funciones
Las neuronas en huso son células relativamente grandes que permiten una comunicación rápida a través de áreas relativamente amplias del cerebro de grandes simios, elefantes y cetáceos. Los científicos han implicado a las neuronas en huso en importantes funciones en muchas habilidades cognitivas y discapacidades en general únicas de los humanos, como la percepción del savantismo y el tono perfecto en la dislexia y el autismo. Aunque son poco comunes en comparación con otras neuronas, las neuronas en huso son abundantes, en general, en los humanos. Sin embargo, su concentración se estima tres veces mayor en cetáceos que en humanos. Solo se han encontrado hasta ahora en la circunvolución del cíngulo anterior (CCA), la ínsula y la corteza dorsolateral prefrontal.

## Significación evolutiva
La observación de que las neuronas en huso solo ocurre en un grupo muy significativo de animales (desde un punto de vista humano) ha llevado a la especulación de que son de gran importancia en la evolución humana y en la función cerebral. Su restricción, entre los primates, a los grandes simios lleva a la hipótesis de que se ha desarrollado como mucho hace 15-20 millones de años, anterior a la divergencia de los orangutanes de los grandes simios africanos. El descubrimiento de las neuronas en huso en diversas especies de ballenas ha llevado a la sugerencia  de que son «una posible y obligatoria adaptación neuronal en cerebros muy grandes, permitiendo el procesamiento rápido de la información y la transferencia a través de proyecciones muy específicas y que evolucionaron en relación al surgimiento de comportamientos sociales».p. 254 Su presencia en los cerebros de esas especies apoya esta teoría, apuntando a la existencia de estas neuronas especializadas solo en mamíferos muy inteligentes, y puede ser un ejemplo de evolución convergente.